# Pierre Rigoulot
Pour les articles homonymes, voir Rigoulot.
Pierre Rigoulot, né à Paris le 12 février 1944, est un historien, essayiste, politologue et professeur de philosophie français.
Spécialisé dans l'histoire du mouvement communiste et plus particulièrement celle des régimes communistes, il est rédacteur en chef du trimestriel Histoire & Liberté, et directeur de l'Institut d'histoire sociale, consacré à l'histoire du communisme, du socialisme et du syndicalisme. Il a également collaboré à l'ouvrage collectif Le Livre noir du communisme (1997).

## Biographie

### Origines et formation
Pierre Rigoulot est né en 1944 à Paris. Diplômé en philosophie et titulaire du certificat d'aptitude au professorat de l'enseignement du second degré (CAPES). En 2015, il soutient une thèse de doctorat en science politique sous la direction de Philippe Raynaud.
Il enseigne la philosophie pendant 20 ans dans plusieurs lycées.

### Carrière
Il est membre, de 1964 à 1967, d'un groupe maoïste, la Fédération des cercles marxistes-léninistes de France (FCMLF). En juillet et août 1967 Pierre Rigoulot conduit avec Claire Brière-Blanchet et  Pierre Blanchet, une délégation d'environ cinquante personnes en Chine.  
De 1976 à 1982, il est membre du comité de direction des Temps Modernes, la revue de Jean-Paul Sartre et de Simone de Beauvoir. Pour François Hourmant la revue procède alors à « l’autopsie du mythe chinois », Pierre Rigoulot publie en 1977 Trois marxistes-léninistes revenus de la Chine et du marxisme-léninisme puis il présente le Dossier Chine de mars 1978. Il quitte les Temps Modernes à la suite d'un désaccord sur la façon dont une partie du comité aborde la question polonaise, insuffisamment critique selon lui à l'encontre du communisme. Pierre Rigoulot et Dominique Pignon indiquent alors qu'« au-delà de l'échec du communisme, c'est la question de la pertinence du corps de doctrine socialiste qui est posée », ils ne croient plus à la possibilité d'un socialisme démocratique. Ils estiment que le marxisme-léninisme conduit irrémédiablement à l'oppression et à la dictature, « il faut se résoudre à admettre que l'idée du socialisme et du communisme est une idée de sang ».
En 1981, Pierre Rigoulot reste dubitatif devant la victoire de François Mitterrand, il constate un certain retour de la morale : « refus d’inviter le Chili au salon du Bourget, volonté de suspendre toute nouvelle relation d’affaire avec l’Afrique du Sud, suppression de la peine de mort, refus des expulsions trop hâtives des immigrés.. » mais il regrette l'absence de mise en cause du régime de l'Union Soviétique.
En 1984, il entre à l'Institut d'histoire sociale, fondé par Boris Souvarine en 1935 pour lutter contre l'influence soviétique. Il en devient le bibliothécaire puis participe de plus en plus à la rédaction d'Est & Ouest, revue fondée en 1949 par Georges Albertini reprise par cet Institut à la mort de ce dernier en 1983 et qui traite de manière critique de l'histoire et de la politique du mouvement communiste. Il anime divers colloques et rencontres tenus sous l'égide de l'Institut d'histoire sociale, devient rédacteur en chef de sa revue trimestrielle Les Cahiers d'histoire sociale qu’il transformera en 2006 en Histoire et liberté, qui se réclame de la tradition antitotalitaire de Souvarine à Jean-François Revel. Il prend aussi la tête de l'Institut[Quand ?].
En 1985, il signe une pétition en faveur de l’armement par les États-Unis des Contras - groupes paramilitaires anticommunistes au Nicaragua.
En 1998, il est président de l'Observatoire des libertés en Asie orientale, association fondée à l’initiative d'Olivier Darrason par des universitaires, journalistes et élus pour informer la communauté internationale sur l'évolution des droits de l'homme et des libertés en Asie orientale. 
Il rejoint ensuite le Cercle de l'Oratoire, groupe de discussion fondé en 2001 autour du refus de l'antiaméricanisme et de l'antisionisme, et du soutien à l'intervention armée des États-Unis en Afghanistan et en Irak et composé principalement de personnalités de gauche ou ayant été à gauche.
En 2003, il soutient le projet d'intervention militaire en Irak par une coalition menée par les États-Unis. Selon Ignacio Ramonet, il reprend les accusations mensongères de l’administration Bush au sujet de la fabrication d'armes nucléaires par l'Irak . Un an plus tard, il affirme que l'objectif réel était d'imposer la démocratie.
Sa participation à la revue Le Meilleur des Mondes (dissoute en 2008) lui vaut, selon Michel Winock, l'étiquette de « néoconservateur français ».

## Travaux
Il publie divers travaux sur la répression en Union soviétique (Des Français au goulag, 1984), Les paupières lourdes (1990). Élargissant son champ d'investigation sur le totalitarisme, il propose avec l’historien belge Joël Kotek une typologie des différents types de camps du XXe siècle. en relation avec les systèmes politiques où ils se développent.
Puis s'intéressant à l'un des derniers « confettis » de l’empire communiste, la Corée du Nord, Pierre Rigoulot a publié en 2000, avec le réfugié nord-coréen Kang Chol-hwan (en), le premier témoignage en Occident sur les camps nord-coréens (Les Aquariums de Pyongyang, ouvrage traduit en huit langues). Il fonde dans le même temps un Comité d’aide à la population nord-coréenne et publie en 2003 Corée du Nord, État voyou (Buchet-Chastel).
Il collabore au Livre noir du communisme, dirigé par Stéphane Courtois et publié en 1997, pour le chapitre sur la Corée du Nord. Réagissant à la polémique qui a suivi la publication du livre, il a, avec l'historien Ilios Yannakakis publié un ouvrage, Un Pavé dans l'histoire, qui présente le débat sur les questions qu'a soulevées Le Livre noir du communisme.
En 2000, Pierre Rigoulot publie Le Siècle des camps, avec Joël Kotek. Pour Anne Applebaum, leur recherche est éclairante parce que le phénomène global des camps n'a pas été beaucoup étudié. En raison de l'horreur que le terme « camp de concentration » évoque, il existe un désir naturel de ne pas l'analyser. Mais savons-nous vraiment ce que nous entendons par «camp de concentration» ou pourquoi nous l'utilisons comme nous le faisons? Peut-être est-il plus facile de commencer par définir ce qu'est un camp de concentration - et c'est ainsi que commencent Pierre Rigoulot et Kotek. Un camp de concentration, n'est pas un camp de prisonniers de guerre ou un camp de réfugiés, même si, à certains moments, ils ressemblaient à des camps de concentration; on pense, par exemple, aux conditions terribles dans lesquelles se trouvaient les prisonniers de guerre soviétiques dans l'Allemagne nazie, ou à la misère dans laquelle les personnes déplacées vivaient en Europe après la seconde guerre mondiale.
Il a également publié un bilan sur la révolution cubaine : Coucher de soleil sur La Havane, puis une étude sur le « mythe » de Che Guevara.
Partisan de l'intervention américaine en Irak, en mars 2003, il s’est rendu sur place et a publié des carnets de voyage avec Ilios Yannakakis. Dans le même temps, militant contre l'antiaméricanisme, il publie un ouvrage sur le sujet et codirige avec le journaliste Michel Taubmann un ouvrage collectif sur l'état de l'Irak, un an après l'intervention des forces anglo-américaines, intitulé Irak, an I.
En 2011, Pierre Rigoulot a publié une postface aux Mémoires d’un authentique prolétaire de Lucien Cancouet (éd. Vendémiaire) et en 2012, une autre postface, à Rescapé du Camp 14 de Blaine Harden (éd. Belfond).
En septembre 2012, il publie une biographie de Georges Albertini aux éditions Perrin.

## Accueil critique
Pour le journaliste Axel Gyldén, le travail d'historien de Pierre Rigoulot pour son ouvrage Coucher de soleil sur La Havane permet de présenter le bilan de « cinquante ans d'illusions perdues ». Pour La véritable histoire d’Ernesto Guevara de Pierre Rigoulot, Claire Brière-Blanchet évoque un ouvrage à la fois « investigation historique et récit ». En 2000, il reçoit le prix Chateaubriand pour son ouvrage Le Siècle des camps co-écrit avec Joël Kotek. En 2013, c'est le prix Gustave-Chaix-d'Est-Ange qui lui est attribué, pour sa biographie de Georges Albertini.

## Publications
- Le Croque-Rave libertaire, histoire d'un ouvrier du pays de Montbéliard, Éditions Les Presses d'aujourd'hui, 1980.
- Des Français au goulag, Fayard, 1984.
- L'Yonne dans la guerre 1939-1945, Horvath, Paris, 1987.
- La Tragédie des Malgré-nous, Denoël, 1990.
- Les Paupières lourdes, aveuglements et indignations en France sur le goulag, Éditions Universitaires, 1991.
- Les Enfants de l’épuration, Plon, 1993.
- L'Alsace-Lorraine pendant la guerre de 1939-1945, PUF, coll. « Que sais-je ? », 1997.
- Un Pavé dans l'histoire, avec Ilios Yannakakis, Robert Laffont, 1998.
- Les Aquariums de Pyongyang avec Kang Chol Hwan, Robert Laffont, 2000.
- Le Siècle des camps, avec Joël Kotek, Lattès, 2000.
- Corée du Nord, État voyou, Paris, Buchet-Chastel, 2003.
- L’Antiaméricanisme – Critique d'un prêt-à-penser, Robert Laffont, 2004.
- Premier retour de Bagdad, avec Ilios Yannakakis, Buchet-Chastel, 2004.
- Irak, an I, Éditions du Rocher, 2005.
- Coucher de soleil sur La Havane. La Cuba de Castro 1959-2007, Flammarion, 2007.
- La véritable histoire d'Ernesto Guevara, Larousse, 2010.
- Georges Albertini, Perrin, 2012.
- Pour en finir avec la Corée du Nord, Buchet Chastel, 2018
- Points chauds de la guerre froide (1946-1989), L’Archipel, 2019